# Köbli Norbert
Köbli Norbert (Dombóvár, 1977. december 3. –) Balázs Béla-díjas magyar forgatókönyvíró, érdemes művész. Az Arany Hugo-díjas A vizsga (2011) és a Bronz Zenit-díjas A berni követ (2014) írója, a Magyar Forgatókönyvírók Egyesületének alapító elnöke.

## Élete és pályafutása
1977. december 3-án született Dombóváron Köbli János és Fodor Mária második gyermekeként. Bátyja, Gábor katolikus pap. A dombóvári általános iskolai évek után 1992 és 1996 között a Kecskeméti Piarista Gimnázium diákja volt. 1996-ban felvételt nyert a Janus Pannonius Tudományegyetem Állam- és Jogtudományi Karára, ahol 2001-ben szerzett jogi doktorátust. 2000-től a VOX Mozimagazin filmkritikusa, 2001 és 2003 között a Filmcsillag Mozimagazin főszerkesztő-helyettese és a DVD Magazin filmkritikusa.
2003 és 2007 között filmforgalmazóként dolgozott a Best Hollywood moziforgalmazási igazgatójaként. Olyan külföldi filmek hazai bemutatásáért felelt, mint a Kill Bill, A bukás – Hitler utolsó napjai vagy A faun labirintusa. 2005-ben forgatókönyvet írt Mancsról, a világhírű mentőkutyáról. A filmet tíz évvel később, 2015-ben mutatták be, de már Köbli Norbert nélkül. 2006-ban kreatív producerként, forgalmazóként és társíróként működött közre az S.O.S. szerelem! című romantikus vígjátékban, amely a 2007-es év legnézettebb magyar filmje lett.
2007-ben – szakítva a filmforgalmazással – főállású filmírónak állt, és megalapította a Magyar Forgatókönyvírók Egyesületét. 2008-ban a 9 és ½ randi írójaként, 2009-ben pedig egy másik közönségsiker, a Made in Hungaria dramaturgjaként találkozhattunk a nevével. Tévésorozat-epizódokat ír (Tűzvonalban, Hacktion), dokumentumfilmet szerkeszt (A Pierre Woodman-sztori, 2009), de kipróbálta magát a szkeccsfilm (Couch Surf, 2014) és a rádiójáték (Kreml, 1956) műfajában is.
Eddigi legnagyobb szakmai sikereit ötvenes évekbeli trilógiájával (A vizsga, Szabadság – Különjárat, A berni követ) aratta. A Köbli Norbert forgatókönyvéből Bergendy Péter rendezésében és Kulka János főszereplésével készült A vizsga tucatnyi nemzetközi díjat nyert, köztük a chicagói filmfesztivál Arany Hugó-díját, míg a Szabadság – Különjárat (rendező: Fazakas Péter) a Kamera Korrektúra legjobb tévéfilmnek járó díját érdemelte ki. A 2014-es A berni követ (rendező: Szász Attila) Arany Zenit-díjat kapott Montrealban, és elnyerte az alaszkai filmfesztivál fődíját.
Köbli Norbert tanít, szakkönyveket fordít, filmíró-blogot szerkeszt. 2015-től a Magyar Média Mecenatúra történelmi dokumentumfilmes bírálóbizottságának tagja. 

## Filmjei
- 2024:  Ma este gyilkolunk (rendező: Fazakas Péter) – forgatókönyvíró
- 2022: Blokád (rendező: Tősér Ádám) – forgatókönyvíró, kreatív producer
- 2022: A játszma (rendező: Fazakas Péter) – forgatókönyvíró
- 2022: Katinka (rendező: Pálinkás Norbert) – forgatókönyvíró
- 2019: Apró mesék (rendező: Szász Attila) – forgatókönyvíró
- 2018: Trezor (rendező: Bergendy Péter) – forgatókönyvíró
- 2018: Örök tél (rendező: Szász Attila) – forgatókönyvíró
- 2017: Árulók (rendező: Fazakas Péter) – forgatókönyvíró
- 2016: Szürke senkik (rendező: Kovács István) – forgatókönyvíró
- 2015: Félvilág (rendező: Szász Attila) – forgatókönyvíró
- 2014: A berni követ (rendező: Szász Attila) – forgatókönyvíró
- 2014: Couch Surf (rendező: Dyga Zsombor) – szegmensíró
- 2013: Szabadság – Különjárat (rendező: Fazakas Péter)  – forgatókönyvíró
- 2011: A vizsga (rendező: Bergendy Péter) – forgatókönyvíró
- 2011: Tanár úr, kérem (rendező: Mátyássy Áron) – forgatókönyvíró
- 2011: Hacktion (vezető író: Fonyódi Tibor) – epizódíró
- 2010: Londoni küldetés (rendező: Dimitar Mitovski) – forgatókönyv-konzultáns
- 2009: Made in Hungaria (rendező: Fonyó Gergely) – dramaturg
- 2008: 9 és ½ randi (rendező: Sas Tamás) – forgatókönyvíró
- 2007: Tűzvonalban (vezető író: Fonyódi Tibor) – epizódíró
- 2007: S.O.S. szerelem! (rendező: Sas Tamás) – társíró, kreatív producer

## Sorozatok
- 2015–2018: Válótársak – forgatókönyvíró
- 2018–2021: A tanár – forgatókönyvíró
- 2019: Alvilág – forgatókönyvíró
- 2020–2021: Apatigris – forgatókönyvíró

## Művei
- Apró mesék. 3. változat; Filmpositive Kft., Bp., 2016
- Robot. Munkacímén: Nincs benne semmi érdekes. Játékfilm-forgatókönyv. Első változat; Szupermodern Stúdió Kft., Bp., 2016
- Örök tél és más forgatókönyvek, Agave Könyvkiadó Kft., Bp., 2021
- Félvilág és más forgatókönyvek, Agave Könyvkiadó Kft., Bp., 2021

## Műfordításai
- Frank Abagnale, Jr: Kapj el, ha tudsz, Alexandra Kiadó,  2002
- Egri Lajos: A drámaírás művészete, Vox Nova, 2008
- Syd Field: Forgatókönyv, Cor Leonis Kiadó, 2011

## Díjai
- Balázs Béla-díj (2015) – „A mozgókép területén kifejtett kiemelkedő alkotótevékenysége elismeréseként”
- Magyar Filmdíj – legjobb forgatókönyvíró (2016,[4] 2018[5])
- Magyar Filmdíj – legjobb forgatókönyvíró - tévéfilm (2019)[6]
- Érdemes művész (2020)
- Dombóvár díszpolgára (2021)[7]
- A Magyar Érdemrend lovagkeresztje (2022)[8]

## Interjúk
- A 9 és 1/2 randi után a föld alá bújtam volna, Transindex, 2012. október 18.
- Nem a gyors pénzkeresetről, sikerről és elismerésről szól ez a szakma, Filmkultúra, 2013. március
- Jó a magyar film, csak rossz a híre, Origo Filmklub, 2013. április 6.
- Feldolgozatlan a Kádár-korszak kemény diktatúrája, Magyar Nemzet Online, 2014. március 18.
- „A huszadik század a drámák tekintetében kifogyhatatlan” – Interjú Köbli Norbert forgatókönyvíróval, Képmás Online, 2019. december 13.